# Антонів (Чортківський район)

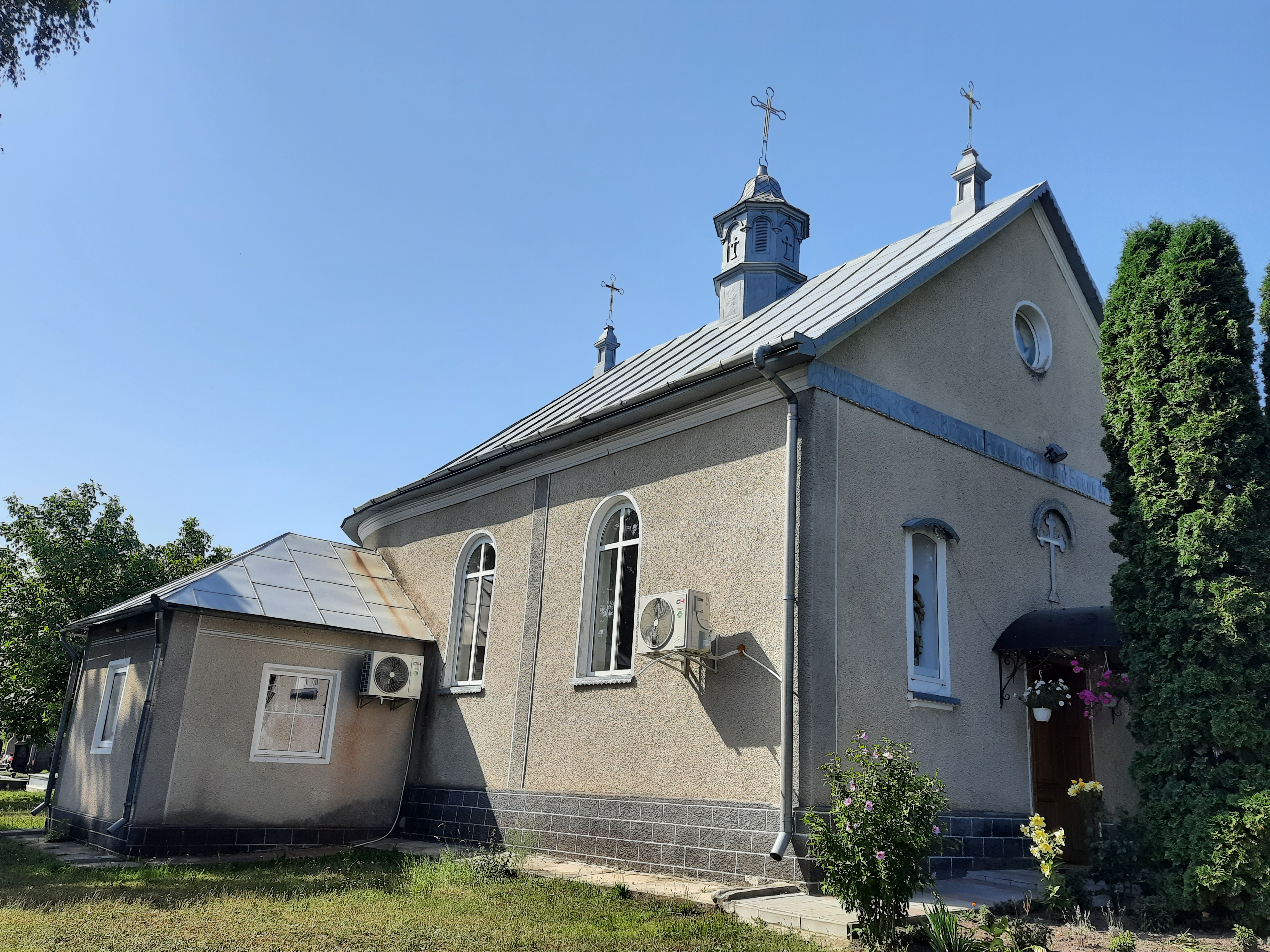
Церква Покрови Пресвятої Богородиці

Анто́нів — село в Україні, у Товстенській селищній громаді Чортківського району Тернопільської области. .

## Розташування
Розташоване на півдні району, за 5 км до центру громади та найближчої залізничної станції Товсте. До села приєднано хутір Колонія, розташований за 0,6 км від села. У 1952 на хуторі — 5 двори, 22 жителів.

## Назва
Назва села походить, найімовірніше, від імені Антон.

## Історія
Село засноване між 1820 і 1831 роками, належало до громади Свидова, домінії Ягольниця Нова циркулу Чортків Королівства Галичини та Володимирії
Перша письмова згадка — кінець XVIII століття.
За статистикою, у селі 1900 — 797 жителів, 1910 — 843, 1921 — 789 (163 двори), 1931 — 763 жителі (180 дворів).
За Австро-Угорщини і Польщі діяла однокласна школа з польською мовою навчання.
Відомо, що 1902 р. велика земельна власність належала Каролю Лянцкоронському.
Діяли філії «Просвіти», «Лугу», та інших товариств, а також кооператива.
На 01.01.1939 в селі проживало 810 мешканців, з них 550 українців-грекокатоликів, 220 українців-римокатоликів, 20 поляків і 20 євреїв.
Під час німецько-радянської війни загинули або пропали безвісти у Червоній армії 28 жителів села Антонів:
- Дмитро Баглай (нар. 1912),
- Казимир Блюд (нар. 1926),
- Олексій Вавришин (нар. 1909),
- Яків Гаврилюк (нар. 1916),
- Йосип Годецький (нар. 1900),
- Северин Гой (нар. 1926),
- Станіслав Гомула (нар. 1924),
- Іван Задорожний (нар. 1908),
- Андрій Кардинал (нар. 1925),
- Антон Кардинал (нар. 1897),
- Йосип Кардинал (нар. 1927),
- Петро Кардинал (нар. 1921),
- Йосип Катеринюк (нар. 1919),
- Микола Катеринюк (нар. 1904),
- Йосип Когут (нар. 1914),
- Петро Онищук (нар. 1900),
- Омелян Когут (нар. 1910).

В УПА воювали Іван і Мирон Катеринюки та інші жителі.
До 2020 року підпорядковувалося Свидівській сільській раді.
12 червня 2020 року, відповідно до розпорядження Кабінету Міністрів України № 724-р «Про визначення адміністративних центрів та затвердження територій територіальних громад Тернопільської області» увійшло до складу Товстенської селищної громади.
19 липня 2020 року, в результаті адміністративно-територіальної реформи та ліквідації Заліщицького району, увійшло до складу новоутвореного Чортківського району.
З 17 грудня 2020 року Антонів належить до Товстенської селищної громади.

## Релігія
- церква Покрови Пресвятої Богородиці (УГКЦ; 1884)

У селі є костел (1936; недіючий; кам'яний).
Каплиці
- каплиця (1926)[9];
- капличка Матері Божої (1989; архітектор і забудовник Є. Ракушняк).

## Пам'ятки
У селі насипано символічну могилу Українським Січовим Стрільцям, на якій встановлено «фігуру» Пресвятої Богородиці.
Споруджено:
- пам'ятник воїнам-односельцям, полеглим у німецько-радянській війні (1975);
- встановлено
  - погруддя Тараса Шевченка (1959; відновлено 2011).

Раніше на кладовищі була споруджена червона зірка на честь комсомольця Антона, який захищав село під час Другої світової війни. Після незалежності зірка була зруйнована.

## Соціальна сфера
Нині працюють загальноосвітня школа I ступеня, клуб, бібліотека, ФАП, торговий заклад.
Школа
Школу в селі Антонові збудовано у 1910 році. Вчителькою була Яніна Сачинська. Після неї вчителювали Д. Горожанська, Жураківська, М. Мирна, Н. Шевчук, А. Драгомирецька, Д. Червоняк.
З 1954 року до 1958 р. школа була семирічною.
З 1958 р. вона знову стала початковою.
Директорами школи були: Ян Гарлінський, М. Старовський, М. Лой, М. Сіраченко, А. Драгоморецька, Л. Ляхович, М. Горожанська (1969—2010), О. Левчук (з 2010 р.).

## Населення
| 797 | 843 | 780 | 763 | 345 | 332 |

## Відомі люди
- Олександра Біркова (нар. 1961) — педагог, краєзнавець, громадська діячка.
- Ярема Кучерявий (1939—2009) — господарник, громадський діяч.

## Примітка
1. 1 2  Відповідь Чортківської РДА на інформаційний запит №01-1026 від 9 липня 2018 року. Архів оригіналу за 23 серпня 2018. Процитовано 4 січня 2019. [Архівовано 23 серпня 2018 у Wayback Machine.]
2. ↑  Федечко, М. Антонів // Тернопільщина. Історія міст і сіл : у 3 т. — Тернопіль : ТзОВ «Терно-граф», 2014. — T. 3 : М — Ш. — С. 446. — ISBN 978-966-457-246-7.
3. ↑   Крищук М. Топоніміка Тернопільщини: навчально-методичний посібник. — Тернопіль, 2011. — С. 10.
4. ↑  Йосифінська (1785—1788) і Францисканська (1819—1820) метрики. Перші поземельні кадастри Галичини. П. Пироженко, В. Сіверська — Київ, 1965. — с. 18, 345. Архів оригіналу за 12 травня 2021. Процитовано 13 червня 2021.
5. ↑  Кубійович В. Етнічні групи південнозахідної України (Галичини) на 1.1.1939 [Архівовано 21 лютого 2021 у Wayback Machine.]. — Вісбаден, 1983. — с. 15.
6. ↑  Кабінет Міністрів України - Про визначення адміністративних центрів та затвердження територій територіальних громад Тернопільської області. www.kmu.gov.ua (ua) . Архів оригіналу за 23 січня 2022. Процитовано 22 жовтня 2021.
7. ↑  Постанова Верховної Ради України від 17 липня 2020 року № 807-IX «Про утворення та ліквідацію районів»
8. ↑  Постанова Товстенської ТВК Чортківського району Тернопільської області № 85 від 5 грудня 2020 року
9. ↑  Святині, АНТОНІВ, каплиця | Костели і каплиці України. rkc.in.ua. Процитовано 17 березня 2025.
10. ↑  Червінська, О. Село живе! // Голос народу. — 2013. — № 11 (15 березня). — С. 5. — (Вісті з глибинки).
11. ↑  Лист Чортківської РДА від 22 серпня 2019 року № 1233.
12. ↑  Уніят В., Федечко М. Антонів // Тернопільщина. Історія міст і сіл : у 3 т. — Тернопіль : ТзОВ «Терно-граф», 2014. — T. 3 : М — Ш. — С. 446. — ISBN 978-966-457-246-7.